# Cheese
Cheese — програма для роботи з вебкамерою в стилі фотокіоску. З версії 2.22 входить в офіційну частину середовища GNOME. В основному робить фотографії користувача, наприклад, для аватари в Інтернеті. Дозволяє використовувати різні ефекти до відео і фотографій через GStreamer. Доступний також експорт у Flickr, завантаження до F-Spot та встановлення фотографій як зображення облікового запису. 
Її написав Даніел Сігель (англ. Daniel G. Siegel) на Google Summer of Code у 2007 році і опублікував під ліцензією GNU GPL.

## Підтримувані ефекти

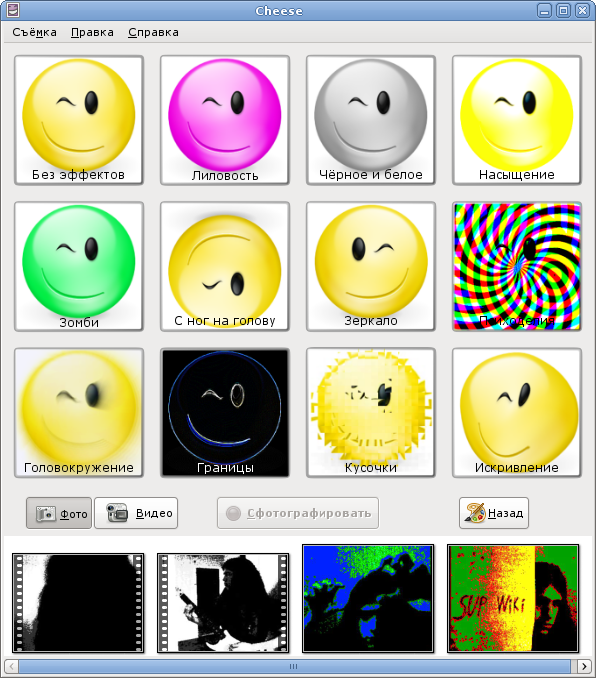
Ефекти, доступні у Cheese

- Ліловість
- Чорне та біле
- Насичення
- Зомбі
- З ніг на голову
- Дзеркало
- Психоделія
- Запаморочення
- Межі
- Шматочки
- Викривлення